# 伊藤八郎
伊藤 八郎（いとう はちろう、本名：伊藤節郎、1940年2月11日 - ）は、岩手県出身の元プロボクサー。第17代日本ウェルター級王者。革新ジム所属。

## 来歴
1957年プロデビュー。全日本新人王獲得後、1958年9月5日、日本ライト級王者石川圭一と引分ける健闘を見せる。1959年3月11日、その石川の日本ライト級王座に挑戦するが惜敗。
その後、連敗続きのスランプがあったが立ち直り、石川にもノンタイトルで雪辱。1962年5月7日、日本ウェルター級王者渡辺亮に挑み、判定勝ちで王座に就く。同年9月10日、前王者渡辺の挑戦を受け、判定で敗れ王座陥落。王者としては短命に終わった。

## 通算戦績
65戦28勝（7KO）29敗8引分け

## 獲得タイトル
- 第17代日本ウェルター級王座（防衛0）